# 神力狗的冒险
《神力狗的冒险》（英語：The Adventures of Superpup），是1958年失败的试播集，该试播集因《超人冒险》的成功而制作。该试播集也是超人系列作品中不以人类为主角的电视作品。

## 简介
在剧中克拉克·肯特角色更名为“树皮特”（Bark Bent），在Daily Bugle工作。他的同事是记者Pamela Poodle。Pamela Poodle被邪恶的Sheepdip教授绑在一支被发射到太空的火箭，而神力狗必须去救她。